# Bretagne Classic 2023
La  Bretagne Classic 2023 est la 87e édition de cette course cycliste masculine sur route. Elle a lieu le 3 septembre 2023 dans le Morbihan, en France, et fait partie du calendrier UCI World Tour 2023 en catégorie 1.UWT.

## Présentation

### Parcours
Pour cette édition, la Bretagne Classic sillonne les monts d’Arrée dans le Finistère, ce qui n'est plus arrivé depuis 2016. Ce parcours mesure au total 258,3 km, pour 4 200 m de dénivelé positif.
Le départ et l'arrivée ont toujours lieu à Plouay. Les coureurs empruntent la côte du Lézot, où est donné le départ réel, puis se dirigent vers le nord du Morbihan, parcourent quelques kilomètres dans les Côtes-d'Armor, avant d'arriver dans le Finistère au niveau de Carhaix-Plouguer. Les premières difficultés de la courses interviennent avec la traversée des monts d'Arrée par Plounéour-Ménez, Commana et Saint-Rivoal, un peu plus d'un an après les incendies qui ont touché la région. Après un passage par Gourin et un ribin (secteur empierré) de 700 mètres, la course revient dans le Morbihan et se dirige vers le circuit final de Plouay, inchangé depuis les dernières éditions.

### Équipes
La Bretagne Classic faisant partie du calendrier de l'UCI World Tour, les dix-huit « UCI WorldTeam » ont le devoir de participer. 
Six autres équipes de catégories "Pro Team" sont invités, les trois meilleures équipes UCI ProTeams de la saison 2022
| WorldTeams (18)- AG2R Citroën Team - Alpecin-Deceuninck - Astana Qazaqstan Team - Bahrain Victorious - Bora-Hansgrohe - Cofidis - EF Education-EasyPost - Groupama-FDJ - Ineos Grenadiers - Intermarché-Circus-Wanty - Jumbo-Visma - Lidl-Trek - Movistar Team - Soudal Quick-Step - Arkéa-Samsic - Team DSM-Firmenich - Team Jayco AlUla - UAE Team Emirates ProTeams (6)- Bingoal WB - Green Project-Bardiani CSF-Faizanè - Israel-Premier Tech - Lotto Dstny - TotalEnergies - Tudor Pro Cycling Team |
| |

### Favoris
Les deux grands favoris au départ de la course sont le Néerlandais champion du monde Mathieu van der Poel (Alpecin-Deceuninck) et le Danois Mads Pedersen (Lidl-Trek). Parmi les outsiders, les noms les plus souvent cités sont ceux du Belge Jasper Philipsen (Alpecin-Deceuninck), des Français Benoît Cosnefroy (AG2R Citroën) déjà vainqueur lors de l'édition 2021, Julian Alaphilippe (Soudal Quick-Step), Christophe Laporte (Jumbo-Visma) et du champion de France Valentin Madouas (Groupama-FDJ).

## Classement de la course
| \| Classement général \| Classement général \| Classement général \| Classement général \| Classement général \| \| Coureur \| Coureur \| Pays \| Équipe \| Temps \| \| ------------------ \| ------------------- \| ------------------ \| ------------------ \| ------------------ \| \| 1er \| Valentin Madouas \| France \| Groupama-FDJ \| 6 h 15 min 22 s \| \| 2e \| Mathieu Burgaudeau \| France \| TotalEnergies \| + 0 s \| \| 3e \| Felix Großschartner \| Autriche \| UAE Team Emirates \| + 0 s \| \| 4e \| Stefan Küng \| Suisse \| Groupama-FDJ \| + 1 s \| \| 5e \| Jasper De Buyst \| Belgique \| Lotto Dstny \| + 17 s \| \| 6e \| Marc Hirschi \| Suisse \| UAE Team Emirates \| + 17 s \| \| 7e \| Tiesj Benoot \| Belgique \| Jumbo-Visma \| + 17 s \| \| 8e \| Frederik Wandahl \| Danemark \| Bora-Hansgrohe \| + 17 s \| \| 9e \| Elia Viviani \| Italie \| Ineos Grenadiers \| + 35 s \| \| 10e \| Sandy Dujardin \| France \| TotalEnergies \| + 35 s \| |                     |          |                   |                 |
| |                     |          |                   |                 |
| Source : ProCyclingStats |                     |          |                   |                 |
| Classement général |                     |          |                   |                 |
| Coureur | Coureur             | Pays     | Équipe            | Temps           |
| 1er | Valentin Madouas    | France   | Groupama-FDJ      | 6 h 15 min 22 s |
| 2e | Mathieu Burgaudeau  | France   | TotalEnergies     | + 0 s           |
| 3e | Felix Großschartner | Autriche | UAE Team Emirates | + 0 s           |
| 4e | Stefan Küng         | Suisse   | Groupama-FDJ      | + 1 s           |
| 5e | Jasper De Buyst     | Belgique | Lotto Dstny       | + 17 s          |
| 6e | Marc Hirschi        | Suisse   | UAE Team Emirates | + 17 s          |
| 7e | Tiesj Benoot        | Belgique | Jumbo-Visma       | + 17 s          |
| 8e | Frederik Wandahl    | Danemark | Bora-Hansgrohe    | + 17 s          |
| 9e | Elia Viviani        | Italie   | Ineos Grenadiers  | + 35 s          |
| 10e | Sandy Dujardin      | France   | TotalEnergies     | + 35 s          |

## Liste des participants
| Jumbo-Visma TJV | Jumbo-Visma TJV          | Jumbo-Visma TJV |
| --------------- | ------------------------ | --------------- |
| Num             | Coureur                  | Pos             |
| 1               | Christophe Laporte (FRA) | 75e             |
| 2               | Tiesj Benoot (BEL)       | 7e              |
| 3               | Tim van Dijke (NED)      | 17e             |
| 4               | Koen Bouwman (NED)       | 33e             |
| 5               | Sam Oomen (NED)          | 39e             |
| 6               | Mick van Dijke (NED)     | 77e             |
| 7               | Tosh Van der Sande (BEL) | 48e             |

| Lidl-Trek LTK | Lidl-Trek LTK             | Lidl-Trek LTK |
| ------------- | ------------------------- | ------------- |
| Num           | Coureur                   | Pos           |
| 11            | Dario Cataldo (ITA)       | AB            |
| 12            | Natnael Tesfatsion (ERI)  | AB            |
| 13            | Thibau Nys (BEL)          | AB            |
| 14            | Alex Kirsch (LUX) (route) | AB            |
| 15            | Daan Hoole (NED)          | 20e           |
| 16            | Antwan Tolhoek (NED)      | AB            |
| 17            | Marc Brustenga (ESP)      | AB            |

| Lotto Dstny LTD | Lotto Dstny LTD          | Lotto Dstny LTD |
| --------------- | ------------------------ | --------------- |
| Num             | Coureur                  | Pos             |
| 21              | Arnaud De Lie (BEL)      | 55e             |
| 22              | Maxim Van Gils (BEL)     | 52e             |
| 23              | Florian Vermeersch (BEL) | 19e             |
| 24              | Jasper De Buyst (BEL)    | 5e              |
| 25              | Brent Van Moer (BEL)     | 59e             |
| 26              | Pascal Eenkhoorn (NED)   | 65e             |
| 27              | Cédric Beullens (BEL)    | AB              |

| Green Project-Bardiani CSF-Faizanè BCF | Green Project-Bardiani CSF-Faizanè BCF | Green Project-Bardiani CSF-Faizanè BCF |
| -------------------------------------- | -------------------------------------- | -------------------------------------- |
| Num                                    | Coureur                                | Pos                                    |
| 31                                     | Henok Mulubrhan (ERI)                  | AB                                     |
| 32                                     | Riccardo Lucca (ITA)                   | 66e                                    |
| 33                                     | Alessandro Tonelli (ITA)               | AB                                     |
| 34                                     | Filippo Magli (ITA)                    | 86e                                    |
| 35                                     | Martin Marcellusi (ITA)                | 57e                                    |
| 36                                     | Luca Colnaghi (ITA)                    | AB                                     |
| 37                                     | Davide Gabburo (ITA)                   | 87e                                    |

| Intermarché-Circus-Wanty ICW | Intermarché-Circus-Wanty ICW | Intermarché-Circus-Wanty ICW |
| ---------------------------- | ---------------------------- | ---------------------------- |
| Num                          | Coureur                      | Pos                          |
| 41                           | Biniam Girmay (ERI)          | AB                           |
| 42                           | Madis Mihkels (EST)          | AB                           |
| 43                           | Lilian Calmejane (FRA)       | AB                           |
| 44                           | Loïc Vliegen (BEL)           | AB                           |
| 45                           | Aimé De Gendt (BEL)          | 23e                          |
| 46                           | Dries De Pooter (BEL)        | 83e                          |
| 47                           | Adrien Petit (FRA)           | AB                           |

| AG2R Citroën Team ACT | AG2R Citroën Team ACT        | AG2R Citroën Team ACT |
| --------------------- | ---------------------------- | --------------------- |
| Num                   | Coureur                      | Pos                   |
| 51                    | Benoît Cosnefroy (FRA)       | 27e                   |
| 52                    | Aurélien Paret-Peintre (FRA) | 81e                   |
| 53                    | Jordan Labrosse (FRA)        | AB                    |
| 54                    | Greg Van Avermaet (BEL)      | 43e                   |
| 55                    | Clément Venturini (FRA)      | AB                    |
| 56                    | Oliver Naesen (BEL)          | AB                    |
| 57                    | Stan Dewulf (BEL)            | 50e                   |

| Cofidis COF | Cofidis COF            | Cofidis COF |
| ----------- | ---------------------- | ----------- |
| Num         | Coureur                | Pos         |
| 61          | Guillaume Martin (FRA) | 25e         |
| 62          | Ion Izagirre (ESP)     | AB          |
| 63          | Anthony Perez (FRA)    | 35e         |
| 64          | Jonathan Lastra (ESP)  | AB          |
| 65          | Simon Geschke (GER)    | AB          |
| 66          | Hugo Toumire (FRA)     | AB          |
| 67          | Thomas Champion (FRA)  | AB          |

| EF Education-EasyPost EFE | EF Education-EasyPost EFE | EF Education-EasyPost EFE |
| ------------------------- | ------------------------- | ------------------------- |
| Num                       | Coureur                   | Pos                       |
| 71                        | Ben Healy (IRL) (route)   | AB                        |
| 72                        | Alberto Bettiol (ITA)     | AB                        |
| 73                        | Jonas Rutsch (GER)        | 32e                       |
| 74                        | Owain Doull (GBR)         | 11e                       |
| 75                        | Łukasz Wiśniowski (POL)   | AB                        |
| 76                        | Andrey Amador (CRC)       | 67e                       |
| 77                        | Jens Keukeleire (BEL)     | AB                        |

| TotalEnergies TEN | TotalEnergies TEN          | TotalEnergies TEN |
| ----------------- | -------------------------- | ----------------- |
| Num               | Coureur                    | Pos               |
| 81                | Peter Sagan (SVK)          | AB                |
| 82                | Mathieu Burgaudeau (FRA)   | 2e                |
| 83                | Sandy Dujardin (FRA)       | 10e               |
| 84                | Anthony Turgis (FRA)       | 62e               |
| 85                | Edvald Boasson Hagen (NOR) | 60e               |
| 86                | Julien Simon (FRA)         | 24e               |
| 87                | Fabien Grellier (FRA)      | 29e               |

| Movistar Team MOV | Movistar Team MOV        | Movistar Team MOV |
| ----------------- | ------------------------ | ----------------- |
| Num               | Coureur                  | Pos               |
| 91                | Alex Aranburu (ESP)      | 16e               |
| 92                | Iván Romeo (ESP)         | AB                |
| 93                | Gorka Izagirre (ESP)     | 73e               |
| 94                | José Joaquín Rojas (ESP) | 72e               |
| 95                | William Barta (USA)      | 79e               |
| 96                | Vinicius Rangel (BRA)    | AB                |
| 97                | Johan Jacobs (SUI)       | AB                |

| Arkéa-Samsic ARK | Arkéa-Samsic ARK          | Arkéa-Samsic ARK |
| ---------------- | ------------------------- | ---------------- |
| Num              | Coureur                   | Pos              |
| 101              | Warren Barguil (FRA)      | 34e              |
| 102              | Simon Guglielmi (FRA)     | 88e              |
| 103              | Matîs Louvel (FRA)        | 15e              |
| 104              | Clément Champoussin (FRA) | 41e              |
| 105              | Ewen Costiou (FRA)        | 56e              |
| 106              | Laurent Pichon (FRA)      | AB               |
| 107              | Maxime Bouet (FRA)        | AB               |

| Bahrain Victorious TBV | Bahrain Victorious TBV      | Bahrain Victorious TBV |
| ---------------------- | --------------------------- | ---------------------- |
| Num                    | Coureur                     | Pos                    |
| 111                    | Jonathan Milan (ITA)        | AB                     |
| 112                    | Jack Haig (AUS)             | 44e                    |
| 113                    | Andrea Pasqualon (ITA)      | AB                     |
| 114                    | Nikias Arndt (GER)          | AB                     |
| 115                    | Rainer Kepplinger (AUT)     | 31e                    |
| 116                    | Johan Price-Pejtersen (DEN) | 70e                    |
| 117                    | Edoardo Zambanini (ITA)     | AB                     |

| Groupama-FDJ GFC | Groupama-FDJ GFC               | Groupama-FDJ GFC |
| ---------------- | ------------------------------ | ---------------- |
| Num              | Coureur                        | Pos              |
| 121              | Valentin Madouas (FRA) (route) | 1er              |
| 122              | Stefan Küng (SUI)              | 4e               |
| 123              | Paul Penhoët (FRA)             | 64e              |
| 124              | Reuben Thompson (NZL)          | AB               |
| 125              | Jake Stewart (GBR)             | AB               |
| 126              | Quentin Pacher (FRA)           | 22e              |
| 127              | Olivier Le Gac (FRA)           | 26e              |

| Soudal Quick-Step SOQ | Soudal Quick-Step SOQ    | Soudal Quick-Step SOQ |
| --------------------- | ------------------------ | --------------------- |
| Num                   | Coureur                  | Pos                   |
| 131                   | Julian Alaphilippe (FRA) | 30e                   |
| 132                   | Mauro Schmid (SUI)       | AB                    |
| 133                   | Rémi Cavagna (FRA)       | 78e                   |
| 134                   | Fausto Masnada (ITA)     | 42e                   |
| 135                   | Mauri Vansevenant (BEL)  | 51e                   |
| 136                   | Florian Sénéchal (FRA)   | AB                    |
| 137                   | Dries Devenyns (BEL)     | AB                    |

| Bingoal WB BWB | Bingoal WB BWB            | Bingoal WB BWB |
| -------------- | ------------------------- | -------------- |
| Num            | Coureur                   | Pos            |
| 141            | Marco Tizza (ITA)         | AB             |
| 142            | Alexis Guérin (FRA)       | 21e            |
| 143            | Rémy Mertz (BEL)          | 61e            |
| 144            | Ludovic Robeet (BEL)      | AB             |
| 145            | Nathan Vandepitte (FRA)   | 71e            |
| 146            | Dorian De Maeght (BEL)    | AB             |
| 147            | Aaron Van der Beken (BEL) | AB             |

| Astana Qazaqstan Team AST | Astana Qazaqstan Team AST     | Astana Qazaqstan Team AST |
| ------------------------- | ----------------------------- | ------------------------- |
| Num                       | Coureur                       | Pos                       |
| 151                       | Alexey Lutsenko (KAZ) (route) | 47e                       |
| 152                       | Simone Velasco (ITA) (route)  | 28e                       |
| 153                       | Dmitriy Gruzdev (KAZ)         | 69e                       |
| 154                       | Igor Chzhan (KAZ)             | AB                        |
| 155                       | Gleb Syritsa                  | AB                        |
| 156                       | Gianni Moscon (ITA)           | 80e                       |
| 157                       | Nurbergen Nurlykhassym (KAZ)  | AB                        |

| UAE Team Emirates UAD | UAE Team Emirates UAD      | UAE Team Emirates UAD |
| --------------------- | -------------------------- | --------------------- |
| Num                   | Coureur                    | Pos                   |
| 161                   | Marc Hirschi (SUI) (route) | 6e                    |
| 162                   | Brandon McNulty (USA)      | 37e                   |
| 163                   | Matteo Trentin (ITA)       | 18e                   |
| 164                   | Rafał Majka (POL)          | AB                    |
| 165                   | Felix Großschartner (AUT)  | 3e                    |
| 166                   | Alessandro Covi (ITA)      | AB                    |
| 167                   | Jan Christen (SUI)         | 84e                   |

| Team Jayco AlUla JAY | Team Jayco AlUla JAY        | Team Jayco AlUla JAY |
| -------------------- | --------------------------- | -------------------- |
| Num                  | Coureur                     | Pos                  |
| 171                  | Michael Matthews (AUS)      | 12e                  |
| 172                  | Alessandro De Marchi (ITA)  | 76e                  |
| 173                  | Kelland O'Brien (AUS)       | AB                   |
| 176                  | Kevin Colleoni (ITA)        | AB                   |
| 177                  | Tsgabu Grmay (ETH)          | AB                   |
| 178                  | Amund Grøndahl Jansen (NOR) | AB                   |

| Israel-Premier Tech IPT | Israel-Premier Tech IPT | Israel-Premier Tech IPT |
| ----------------------- | ----------------------- | ----------------------- |
| Num                     | Coureur                 | Pos                     |
| 181                     | Corbin Strong (NZL)     | 13e                     |
| 182                     | Jens Reynders (BEL)     | AB                      |
| 183                     | Dylan Teuns (BEL)       | AB                      |
| 184                     | Nick Schultz (AUS)      | 82e                     |
| 185                     | Jakob Fuglsang (DEN)    | 38e                     |
| 186                     | Daryl Impey (RSA)       | AB                      |
| 187                     | Reto Hollenstein (SUI)  | AB                      |

| Bora-Hansgrohe BOH | Bora-Hansgrohe BOH     | Bora-Hansgrohe BOH |
| ------------------ | ---------------------- | ------------------ |
| Num                | Coureur                | Pos                |
| 191                | Jai Hindley (AUS)      | 53e                |
| 192                | Matteo Fabbro (ITA)    | AB                 |
| 193                | Giovanni Aleotti (ITA) | 40e                |
| 194                | Patrick Gamper (AUT)   | 85e                |
| 195                | Bob Jungels (LUX)      | AB                 |
| 196                | Frederik Wandahl (DEN) | 8e                 |
| 197                | Cesare Benedetti (POL) | AB                 |

| Team DSM-Firmenich DSM | Team DSM-Firmenich DSM        | Team DSM-Firmenich DSM |
| ---------------------- | ----------------------------- | ---------------------- |
| Num                    | Coureur                       | Pos                    |
| 201                    | John Degenkolb (GER)          | 14e                    |
| 202                    | Andreas Leknessund (NOR)      | AB                     |
| 203                    | Marius Mayrhofer (GER)        | AB                     |
| 204                    | Nils Eekhoff (NED)            | AB                     |
| 205                    | Pavel Bittner (CZE)           | AB                     |
| 206                    | Alexander Edmondson (AUS)     | AB                     |
| 207                    | Jonas Iversby Hvideberg (NOR) | 58e                    |

| Ineos Grenadiers IGD | Ineos Grenadiers IGD     | Ineos Grenadiers IGD |
| -------------------- | ------------------------ | -------------------- |
| Num                  | Coureur                  | Pos                  |
| 211                  | Michał Kwiatkowski (POL) | AB                   |
| 212                  | Pavel Sivakov (FRA)      | 54e                  |
| 213                  | Elia Viviani (ITA)       | 9e                   |
| 214                  | Ethan Hayter (GBR)       | 46e                  |
| 215                  | Brandon Rivera (COL)     | AB                   |
| 216                  | Luke Plapp (AUS) (route) | AB                   |
| 217                  | Salvatore Puccio (ITA)   | AB                   |

| Alpecin-Deceuninck ADC | Alpecin-Deceuninck ADC             | Alpecin-Deceuninck ADC |
| ---------------------- | ---------------------------------- | ---------------------- |
| Num                    | Coureur                            | Pos                    |
| 221                    | Mathieu van der Poel (NED) (route) | 74e                    |
| 222                    | Jasper Philipsen (BEL)             | 45e                    |
| 223                    | Dries De Bondt (BEL)               | 68e                    |
| 224                    | Jonas Rickaert (BEL)               | AB                     |
| 225                    | Senne Leysen (BEL)                 | AB                     |
| 226                    | Fabio Van den Bossche (BEL)        | AB                     |
| 227                    | Søren Kragh Andersen (DEN)         | AB                     |

| Tudor Pro Cycling Team TUD | Tudor Pro Cycling Team TUD   | Tudor Pro Cycling Team TUD |
| -------------------------- | ---------------------------- | -------------------------- |
| Num                        | Coureur                      | Pos                        |
| 231                        | Alexander Kamp (DEN)         | 49e                        |
| 232                        | Lucas Eriksson (SWE) (route) | 36e                        |
| 233                        | Petr Kelemen (CZE)           | 63e                        |
| 234                        | Rick Pluimers (NED)          | AB                         |
| 235                        | Nils Brun (SUI)              | AB                         |
| 236                        | Robin Froidevaux (SUI)       | AB                         |
| 237                        | Jacob Eriksson (SWE)         | AB                         |

| Jumbo-Visma TJV | Jumbo-Visma TJV          | Jumbo-Visma TJV |
| --------------- | ------------------------ | --------------- |
| Num             | Coureur                  | Pos             |
| 1               | Christophe Laporte (FRA) | 75e             |
| 2               | Tiesj Benoot (BEL)       | 7e              |
| 3               | Tim van Dijke (NED)      | 17e             |
| 4               | Koen Bouwman (NED)       | 33e             |
| 5               | Sam Oomen (NED)          | 39e             |
| 6               | Mick van Dijke (NED)     | 77e             |
| 7               | Tosh Van der Sande (BEL) | 48e             |

| Lidl-Trek LTK | Lidl-Trek LTK             | Lidl-Trek LTK |
| ------------- | ------------------------- | ------------- |
| Num           | Coureur                   | Pos           |
| 11            | Dario Cataldo (ITA)       | AB            |
| 12            | Natnael Tesfatsion (ERI)  | AB            |
| 13            | Thibau Nys (BEL)          | AB            |
| 14            | Alex Kirsch (LUX) (route) | AB            |
| 15            | Daan Hoole (NED)          | 20e           |
| 16            | Antwan Tolhoek (NED)      | AB            |
| 17            | Marc Brustenga (ESP)      | AB            |

| Lotto Dstny LTD | Lotto Dstny LTD          | Lotto Dstny LTD |
| --------------- | ------------------------ | --------------- |
| Num             | Coureur                  | Pos             |
| 21              | Arnaud De Lie (BEL)      | 55e             |
| 22              | Maxim Van Gils (BEL)     | 52e             |
| 23              | Florian Vermeersch (BEL) | 19e             |
| 24              | Jasper De Buyst (BEL)    | 5e              |
| 25              | Brent Van Moer (BEL)     | 59e             |
| 26              | Pascal Eenkhoorn (NED)   | 65e             |
| 27              | Cédric Beullens (BEL)    | AB              |

| Green Project-Bardiani CSF-Faizanè BCF | Green Project-Bardiani CSF-Faizanè BCF | Green Project-Bardiani CSF-Faizanè BCF |
| -------------------------------------- | -------------------------------------- | -------------------------------------- |
| Num                                    | Coureur                                | Pos                                    |
| 31                                     | Henok Mulubrhan (ERI)                  | AB                                     |
| 32                                     | Riccardo Lucca (ITA)                   | 66e                                    |
| 33                                     | Alessandro Tonelli (ITA)               | AB                                     |
| 34                                     | Filippo Magli (ITA)                    | 86e                                    |
| 35                                     | Martin Marcellusi (ITA)                | 57e                                    |
| 36                                     | Luca Colnaghi (ITA)                    | AB                                     |
| 37                                     | Davide Gabburo (ITA)                   | 87e                                    |

| Intermarché-Circus-Wanty ICW | Intermarché-Circus-Wanty ICW | Intermarché-Circus-Wanty ICW |
| ---------------------------- | ---------------------------- | ---------------------------- |
| Num                          | Coureur                      | Pos                          |
| 41                           | Biniam Girmay (ERI)          | AB                           |
| 42                           | Madis Mihkels (EST)          | AB                           |
| 43                           | Lilian Calmejane (FRA)       | AB                           |
| 44                           | Loïc Vliegen (BEL)           | AB                           |
| 45                           | Aimé De Gendt (BEL)          | 23e                          |
| 46                           | Dries De Pooter (BEL)        | 83e                          |
| 47                           | Adrien Petit (FRA)           | AB                           |

| AG2R Citroën Team ACT | AG2R Citroën Team ACT        | AG2R Citroën Team ACT |
| --------------------- | ---------------------------- | --------------------- |
| Num                   | Coureur                      | Pos                   |
| 51                    | Benoît Cosnefroy (FRA)       | 27e                   |
| 52                    | Aurélien Paret-Peintre (FRA) | 81e                   |
| 53                    | Jordan Labrosse (FRA)        | AB                    |
| 54                    | Greg Van Avermaet (BEL)      | 43e                   |
| 55                    | Clément Venturini (FRA)      | AB                    |
| 56                    | Oliver Naesen (BEL)          | AB                    |
| 57                    | Stan Dewulf (BEL)            | 50e                   |

| Cofidis COF | Cofidis COF            | Cofidis COF |
| ----------- | ---------------------- | ----------- |
| Num         | Coureur                | Pos         |
| 61          | Guillaume Martin (FRA) | 25e         |
| 62          | Ion Izagirre (ESP)     | AB          |
| 63          | Anthony Perez (FRA)    | 35e         |
| 64          | Jonathan Lastra (ESP)  | AB          |
| 65          | Simon Geschke (GER)    | AB          |
| 66          | Hugo Toumire (FRA)     | AB          |
| 67          | Thomas Champion (FRA)  | AB          |

| EF Education-EasyPost EFE | EF Education-EasyPost EFE | EF Education-EasyPost EFE |
| ------------------------- | ------------------------- | ------------------------- |
| Num                       | Coureur                   | Pos                       |
| 71                        | Ben Healy (IRL) (route)   | AB                        |
| 72                        | Alberto Bettiol (ITA)     | AB                        |
| 73                        | Jonas Rutsch (GER)        | 32e                       |
| 74                        | Owain Doull (GBR)         | 11e                       |
| 75                        | Łukasz Wiśniowski (POL)   | AB                        |
| 76                        | Andrey Amador (CRC)       | 67e                       |
| 77                        | Jens Keukeleire (BEL)     | AB                        |

| TotalEnergies TEN | TotalEnergies TEN          | TotalEnergies TEN |
| ----------------- | -------------------------- | ----------------- |
| Num               | Coureur                    | Pos               |
| 81                | Peter Sagan (SVK)          | AB                |
| 82                | Mathieu Burgaudeau (FRA)   | 2e                |
| 83                | Sandy Dujardin (FRA)       | 10e               |
| 84                | Anthony Turgis (FRA)       | 62e               |
| 85                | Edvald Boasson Hagen (NOR) | 60e               |
| 86                | Julien Simon (FRA)         | 24e               |
| 87                | Fabien Grellier (FRA)      | 29e               |

| Movistar Team MOV | Movistar Team MOV        | Movistar Team MOV |
| ----------------- | ------------------------ | ----------------- |
| Num               | Coureur                  | Pos               |
| 91                | Alex Aranburu (ESP)      | 16e               |
| 92                | Iván Romeo (ESP)         | AB                |
| 93                | Gorka Izagirre (ESP)     | 73e               |
| 94                | José Joaquín Rojas (ESP) | 72e               |
| 95                | William Barta (USA)      | 79e               |
| 96                | Vinicius Rangel (BRA)    | AB                |
| 97                | Johan Jacobs (SUI)       | AB                |

| Arkéa-Samsic ARK | Arkéa-Samsic ARK          | Arkéa-Samsic ARK |
| ---------------- | ------------------------- | ---------------- |
| Num              | Coureur                   | Pos              |
| 101              | Warren Barguil (FRA)      | 34e              |
| 102              | Simon Guglielmi (FRA)     | 88e              |
| 103              | Matîs Louvel (FRA)        | 15e              |
| 104              | Clément Champoussin (FRA) | 41e              |
| 105              | Ewen Costiou (FRA)        | 56e              |
| 106              | Laurent Pichon (FRA)      | AB               |
| 107              | Maxime Bouet (FRA)        | AB               |

| Bahrain Victorious TBV | Bahrain Victorious TBV      | Bahrain Victorious TBV |
| ---------------------- | --------------------------- | ---------------------- |
| Num                    | Coureur                     | Pos                    |
| 111                    | Jonathan Milan (ITA)        | AB                     |
| 112                    | Jack Haig (AUS)             | 44e                    |
| 113                    | Andrea Pasqualon (ITA)      | AB                     |
| 114                    | Nikias Arndt (GER)          | AB                     |
| 115                    | Rainer Kepplinger (AUT)     | 31e                    |
| 116                    | Johan Price-Pejtersen (DEN) | 70e                    |
| 117                    | Edoardo Zambanini (ITA)     | AB                     |

| Groupama-FDJ GFC | Groupama-FDJ GFC               | Groupama-FDJ GFC |
| ---------------- | ------------------------------ | ---------------- |
| Num              | Coureur                        | Pos              |
| 121              | Valentin Madouas (FRA) (route) | 1er              |
| 122              | Stefan Küng (SUI)              | 4e               |
| 123              | Paul Penhoët (FRA)             | 64e              |
| 124              | Reuben Thompson (NZL)          | AB               |
| 125              | Jake Stewart (GBR)             | AB               |
| 126              | Quentin Pacher (FRA)           | 22e              |
| 127              | Olivier Le Gac (FRA)           | 26e              |

| Soudal Quick-Step SOQ | Soudal Quick-Step SOQ    | Soudal Quick-Step SOQ |
| --------------------- | ------------------------ | --------------------- |
| Num                   | Coureur                  | Pos                   |
| 131                   | Julian Alaphilippe (FRA) | 30e                   |
| 132                   | Mauro Schmid (SUI)       | AB                    |
| 133                   | Rémi Cavagna (FRA)       | 78e                   |
| 134                   | Fausto Masnada (ITA)     | 42e                   |
| 135                   | Mauri Vansevenant (BEL)  | 51e                   |
| 136                   | Florian Sénéchal (FRA)   | AB                    |
| 137                   | Dries Devenyns (BEL)     | AB                    |

| Bingoal WB BWB | Bingoal WB BWB            | Bingoal WB BWB |
| -------------- | ------------------------- | -------------- |
| Num            | Coureur                   | Pos            |
| 141            | Marco Tizza (ITA)         | AB             |
| 142            | Alexis Guérin (FRA)       | 21e            |
| 143            | Rémy Mertz (BEL)          | 61e            |
| 144            | Ludovic Robeet (BEL)      | AB             |
| 145            | Nathan Vandepitte (FRA)   | 71e            |
| 146            | Dorian De Maeght (BEL)    | AB             |
| 147            | Aaron Van der Beken (BEL) | AB             |

| Astana Qazaqstan Team AST | Astana Qazaqstan Team AST     | Astana Qazaqstan Team AST |
| ------------------------- | ----------------------------- | ------------------------- |
| Num                       | Coureur                       | Pos                       |
| 151                       | Alexey Lutsenko (KAZ) (route) | 47e                       |
| 152                       | Simone Velasco (ITA) (route)  | 28e                       |
| 153                       | Dmitriy Gruzdev (KAZ)         | 69e                       |
| 154                       | Igor Chzhan (KAZ)             | AB                        |
| 155                       | Gleb Syritsa                  | AB                        |
| 156                       | Gianni Moscon (ITA)           | 80e                       |
| 157                       | Nurbergen Nurlykhassym (KAZ)  | AB                        |

| UAE Team Emirates UAD | UAE Team Emirates UAD      | UAE Team Emirates UAD |
| --------------------- | -------------------------- | --------------------- |
| Num                   | Coureur                    | Pos                   |
| 161                   | Marc Hirschi (SUI) (route) | 6e                    |
| 162                   | Brandon McNulty (USA)      | 37e                   |
| 163                   | Matteo Trentin (ITA)       | 18e                   |
| 164                   | Rafał Majka (POL)          | AB                    |
| 165                   | Felix Großschartner (AUT)  | 3e                    |
| 166                   | Alessandro Covi (ITA)      | AB                    |
| 167                   | Jan Christen (SUI)         | 84e                   |

| Team Jayco AlUla JAY | Team Jayco AlUla JAY        | Team Jayco AlUla JAY |
| -------------------- | --------------------------- | -------------------- |
| Num                  | Coureur                     | Pos                  |
| 171                  | Michael Matthews (AUS)      | 12e                  |
| 172                  | Alessandro De Marchi (ITA)  | 76e                  |
| 173                  | Kelland O'Brien (AUS)       | AB                   |
| 176                  | Kevin Colleoni (ITA)        | AB                   |
| 177                  | Tsgabu Grmay (ETH)          | AB                   |
| 178                  | Amund Grøndahl Jansen (NOR) | AB                   |

| Israel-Premier Tech IPT | Israel-Premier Tech IPT | Israel-Premier Tech IPT |
| ----------------------- | ----------------------- | ----------------------- |
| Num                     | Coureur                 | Pos                     |
| 181                     | Corbin Strong (NZL)     | 13e                     |
| 182                     | Jens Reynders (BEL)     | AB                      |
| 183                     | Dylan Teuns (BEL)       | AB                      |
| 184                     | Nick Schultz (AUS)      | 82e                     |
| 185                     | Jakob Fuglsang (DEN)    | 38e                     |
| 186                     | Daryl Impey (RSA)       | AB                      |
| 187                     | Reto Hollenstein (SUI)  | AB                      |

| Bora-Hansgrohe BOH | Bora-Hansgrohe BOH     | Bora-Hansgrohe BOH |
| ------------------ | ---------------------- | ------------------ |
| Num                | Coureur                | Pos                |
| 191                | Jai Hindley (AUS)      | 53e                |
| 192                | Matteo Fabbro (ITA)    | AB                 |
| 193                | Giovanni Aleotti (ITA) | 40e                |
| 194                | Patrick Gamper (AUT)   | 85e                |
| 195                | Bob Jungels (LUX)      | AB                 |
| 196                | Frederik Wandahl (DEN) | 8e                 |
| 197                | Cesare Benedetti (POL) | AB                 |

| Team DSM-Firmenich DSM | Team DSM-Firmenich DSM        | Team DSM-Firmenich DSM |
| ---------------------- | ----------------------------- | ---------------------- |
| Num                    | Coureur                       | Pos                    |
| 201                    | John Degenkolb (GER)          | 14e                    |
| 202                    | Andreas Leknessund (NOR)      | AB                     |
| 203                    | Marius Mayrhofer (GER)        | AB                     |
| 204                    | Nils Eekhoff (NED)            | AB                     |
| 205                    | Pavel Bittner (CZE)           | AB                     |
| 206                    | Alexander Edmondson (AUS)     | AB                     |
| 207                    | Jonas Iversby Hvideberg (NOR) | 58e                    |

| Ineos Grenadiers IGD | Ineos Grenadiers IGD     | Ineos Grenadiers IGD |
| -------------------- | ------------------------ | -------------------- |
| Num                  | Coureur                  | Pos                  |
| 211                  | Michał Kwiatkowski (POL) | AB                   |
| 212                  | Pavel Sivakov (FRA)      | 54e                  |
| 213                  | Elia Viviani (ITA)       | 9e                   |
| 214                  | Ethan Hayter (GBR)       | 46e                  |
| 215                  | Brandon Rivera (COL)     | AB                   |
| 216                  | Luke Plapp (AUS) (route) | AB                   |
| 217                  | Salvatore Puccio (ITA)   | AB                   |

| Alpecin-Deceuninck ADC | Alpecin-Deceuninck ADC             | Alpecin-Deceuninck ADC |
| ---------------------- | ---------------------------------- | ---------------------- |
| Num                    | Coureur                            | Pos                    |
| 221                    | Mathieu van der Poel (NED) (route) | 74e                    |
| 222                    | Jasper Philipsen (BEL)             | 45e                    |
| 223                    | Dries De Bondt (BEL)               | 68e                    |
| 224                    | Jonas Rickaert (BEL)               | AB                     |
| 225                    | Senne Leysen (BEL)                 | AB                     |
| 226                    | Fabio Van den Bossche (BEL)        | AB                     |
| 227                    | Søren Kragh Andersen (DEN)         | AB                     |

| Tudor Pro Cycling Team TUD | Tudor Pro Cycling Team TUD   | Tudor Pro Cycling Team TUD |
| -------------------------- | ---------------------------- | -------------------------- |
| Num                        | Coureur                      | Pos                        |
| 231                        | Alexander Kamp (DEN)         | 49e                        |
| 232                        | Lucas Eriksson (SWE) (route) | 36e                        |
| 233                        | Petr Kelemen (CZE)           | 63e                        |
| 234                        | Rick Pluimers (NED)          | AB                         |
| 235                        | Nils Brun (SUI)              | AB                         |
| 236                        | Robin Froidevaux (SUI)       | AB                         |
| 237                        | Jacob Eriksson (SWE)         | AB                         |